# Nissan Vanette
Nissan Vanette – samochód osobowo-dostawczy typu van klasy średniej produkowany pod japońską marką Nissan w latach 1978–2016.

## Pierwsza generacja

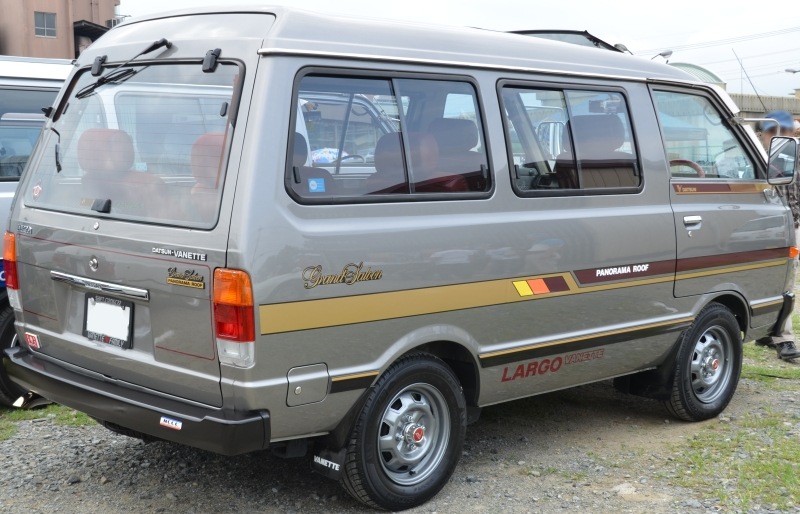
Datsun Vanette I – tył

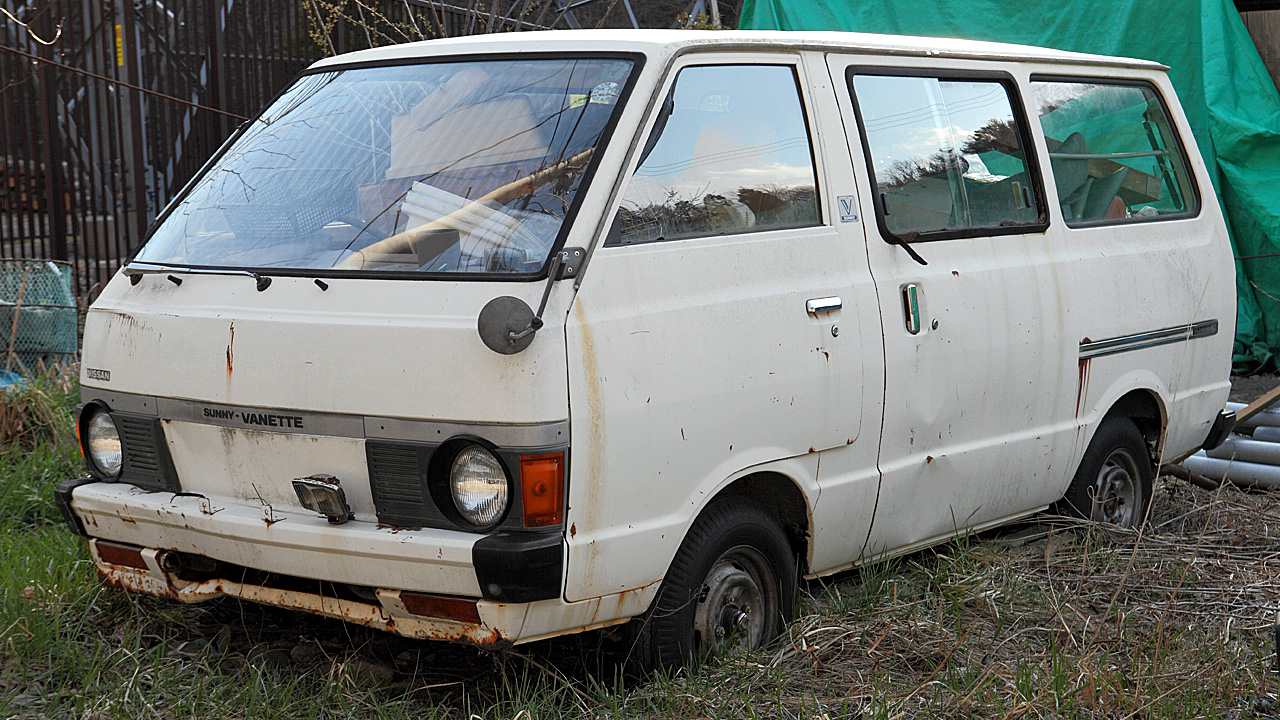
japoński Nissan Sunny Vanette I

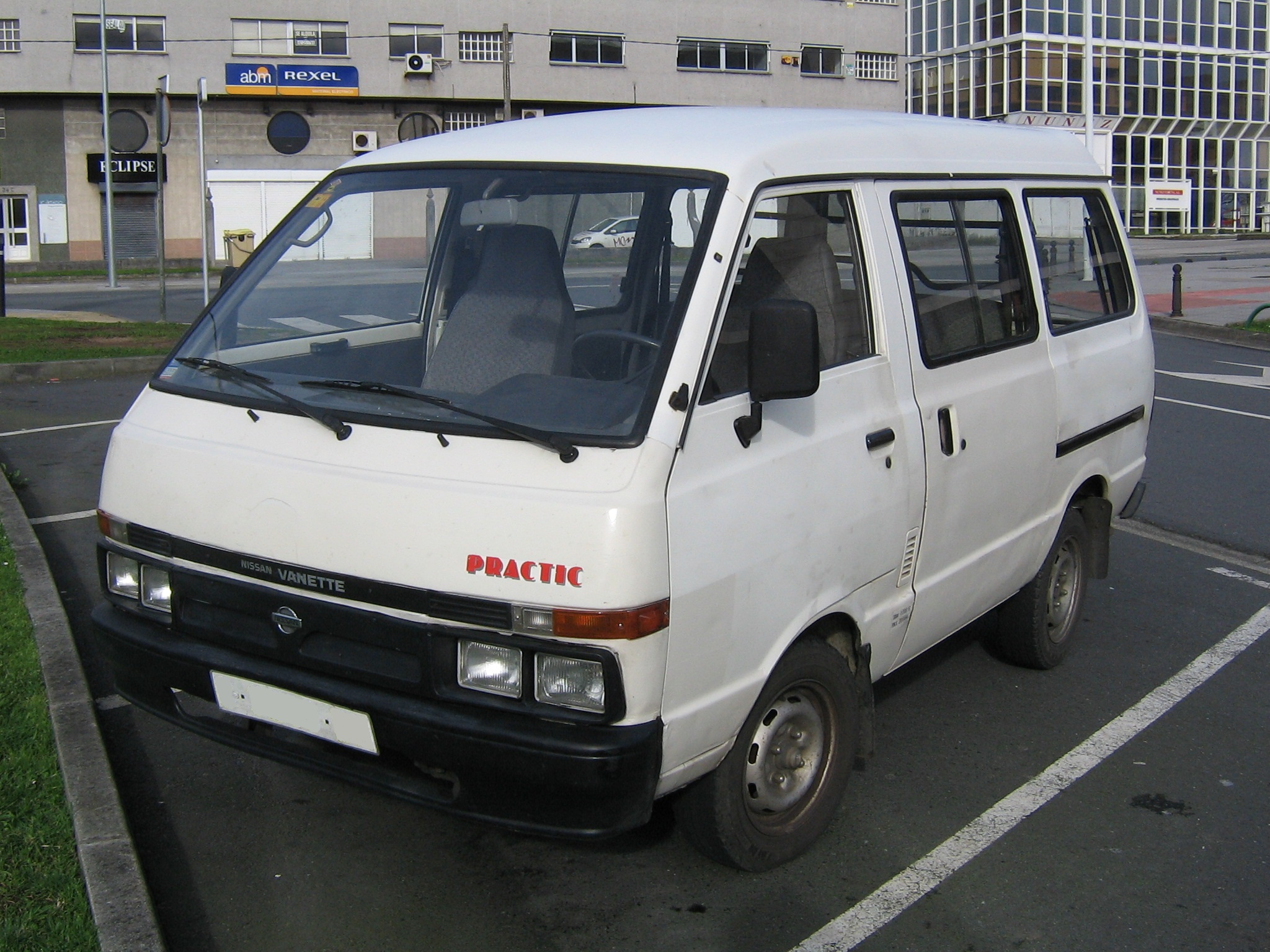
europejski Nissan Vanette I

Datsun Vanette został zaprezentowany po raz pierwszy w 1978 roku.
Model Vanette powstał jako zupełnie nowa koncepcja dużego, osobowo-dostawczego modelu w ofercie ówczesnego Datsuna jako bezpośredni następca dotychczas produkowanych modeli Datsun Sunny Cab/Nissan Cherry Cab. Samochód przyjął popularną dla tego typu samochodów z przełomu lat 70. i 80. XX wieku koncepcję jednobryłowego vana lub furgona, z obłą sylwetką o pionowo ściętym przodzie. Jednostka napędowa umieszczona została z przodu, pod kabiną pasażerską, pomiędzy fotelem kierowcy i pasażera. Głównym konkurentem dla Vanette była podobnej wielkości Toyota HiAce, której nowa generacja debiutowała w podobnym czasie.
Datsun Vanette był samochodem oferowanym zarówno w różnych wariantach nadwozia, jak i pakietach stylistycznych odróżniających się od siebie innym wyglądem pasa przedniego na czele z kształtem reflektorów. W zależności od pakietu stylistycznego i wariantu wyposażenia, Vanette był w Japonii oferowany zarówno jako Datsun, jak i kolejno: Nissan Sunny Vanette i Nissan Cherry Vanette. Gama nadwoziowa utworzona została przez dostawczego furgona i vana w różnych wysokościach nadwozia, a także skrzyniowego pickupa oraz podwozie do zabudowy.

### Zmiany nazwy
W pierwszych 3 latach produkcji Vanette był oferowany zarówno pod marką Datsun, jak i Nissan – zgodnie z ówczesną złożoną polityką nazewniczą japońskiego producenta. Zmianie uległo to w 1981 roku, kiedy to nowy prezes podjął decyzję o wycofaniu marki Datsun z rynku, przemianowując wszystkie modele na jednolitą markę Nissan. W efekcie, pierwsza generacja dostawczo-osobowego modelu przez kolejne 7 lat nosiła nazwę Nissan Vanette.

### Sprzedaż
Vanette pierwszej generacji było konstrukcją o globalnym zasięgu rynkowym. Poza rodzimym rynkiem japońskim samochód był eksportowany także do m.in. Stanów Zjednoczonych, jak i krajów Azji Wschodniej. W 1982 roku zadebiutowała także odmiana europejska produkowana w zakładach Nissan Ibérica w Hiszpanii, która zyskała przeprojektowany pas przedni i inne wymiary zewnętrzne.

### Silniki
- R4 1.2l
- R4 1.4l
- R4 1.5l
- R4 2.0l
- R4 2.0l Diesel2

## Druga generacja

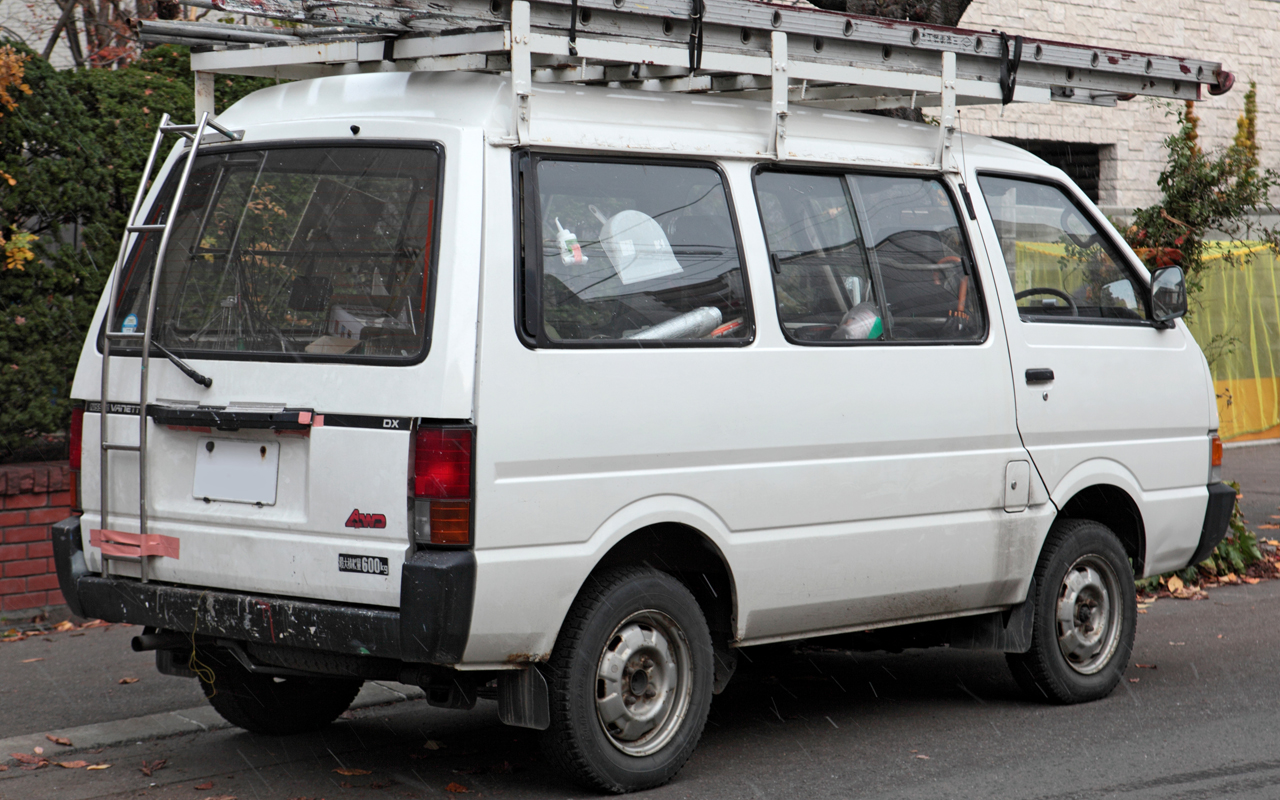
Nissan Vanette II – tył

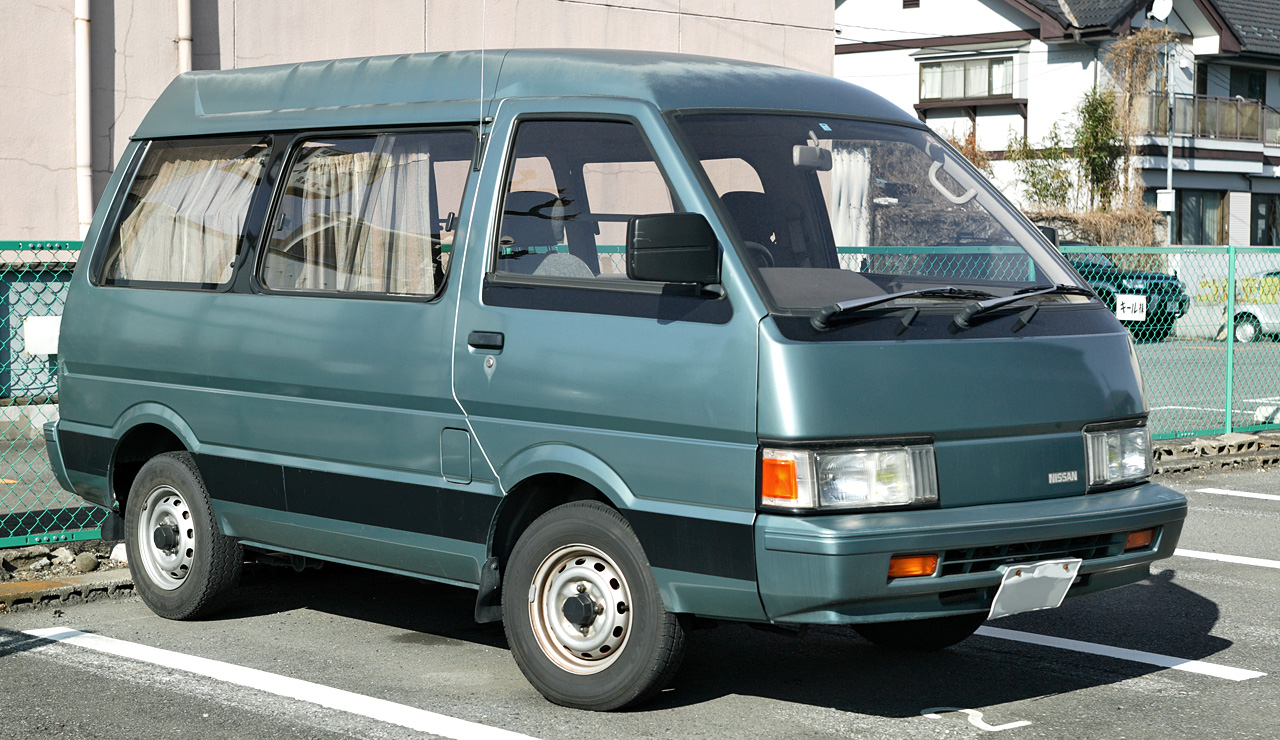
Nissan Vanette II LWB Minibus

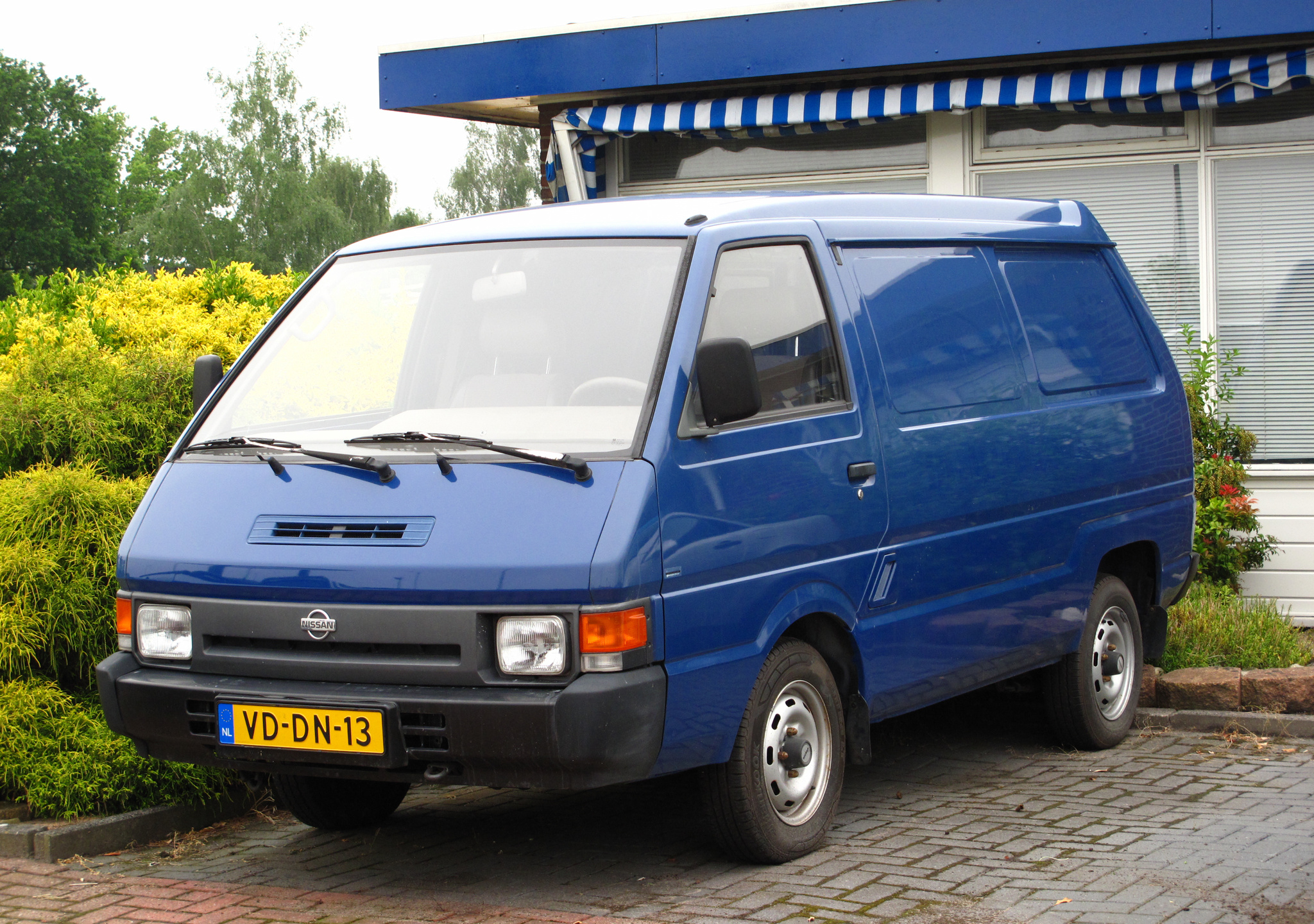
Nissan Vanette II LWB Van po liftingu

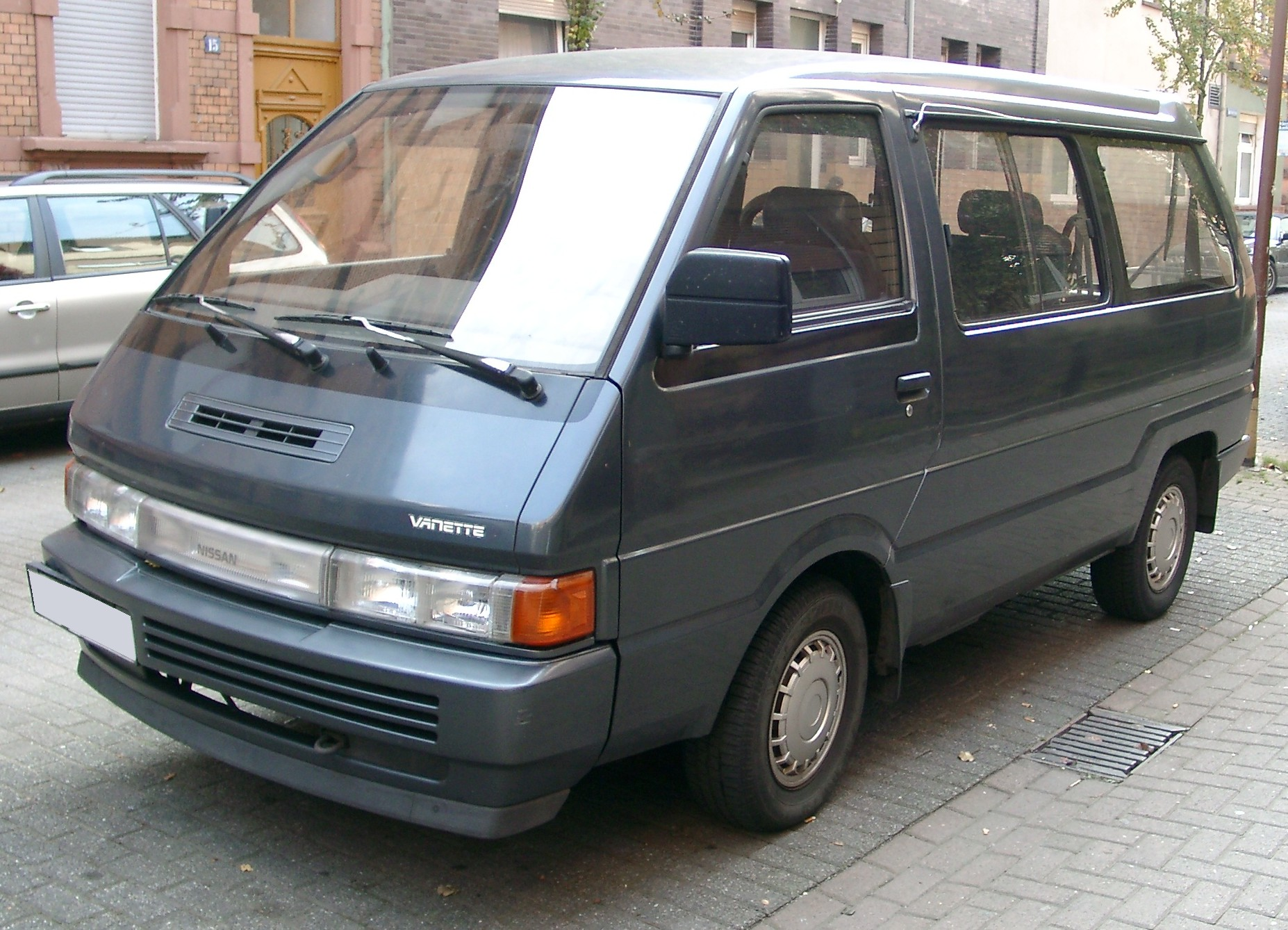
Nissan Vanette II LWB Minibus po liftingu

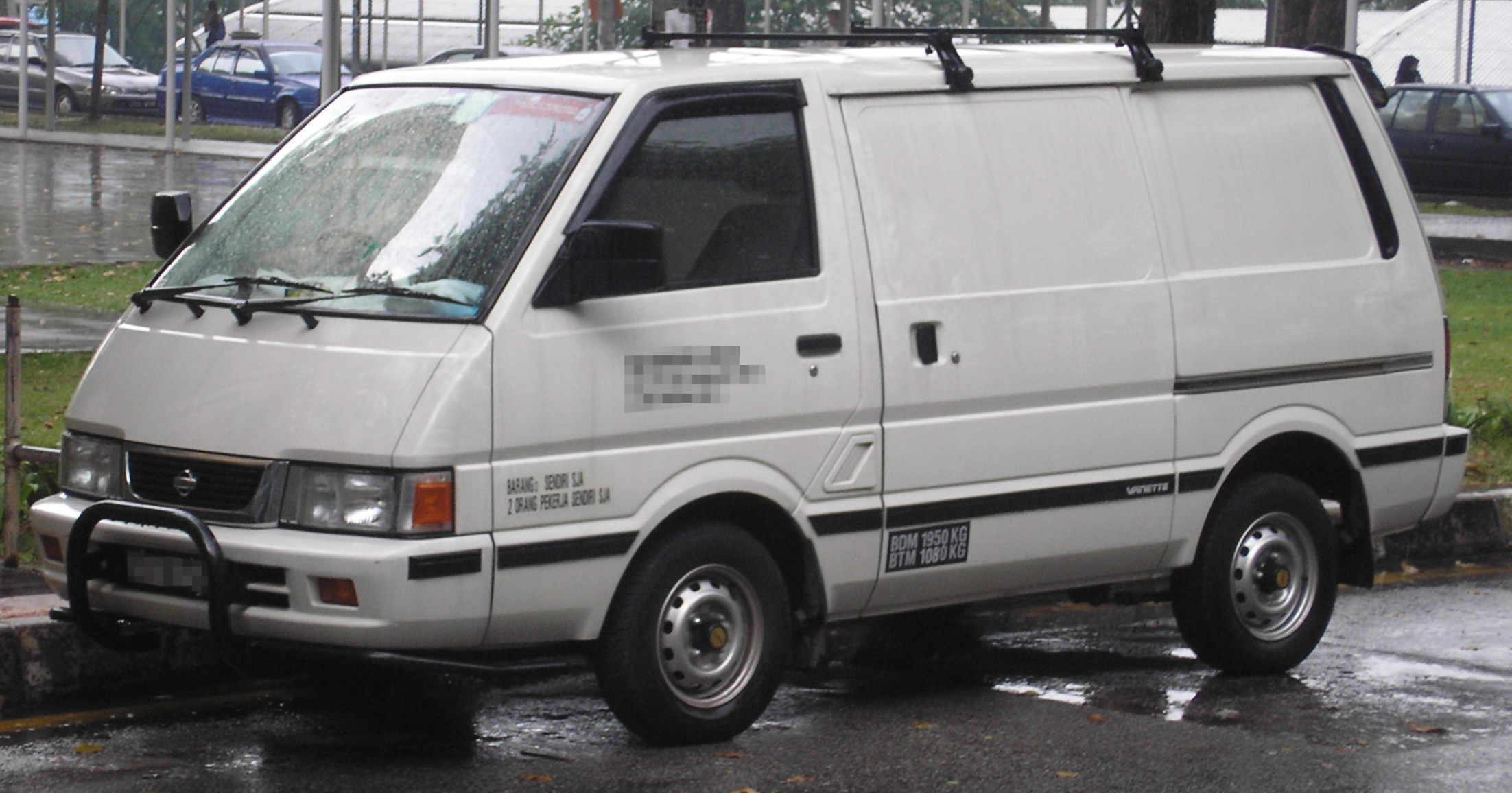
malezyjski Nissan Vanette II po drugim liftingu

Nissan Vanette II został zaprezentowany po raz pierwszy w 1985 roku.
Druga generacja Vanette, tym razem opracowana już jako wyłączny produkt Nissana, powstała jako zupełnie nowa i gruntownie zmodernizowana konstrukcja oznaczona kodem fabrycznym C22. W przeciwieństwie do poprzednika, za bazę techniczną nie służył już osobowy model Nissan Sunny.
Nowe wcielenie przyniosło też obszerną modernizację jednostek napędowych, na czele z topowym czterocylindrowym silnikiem benzynowym o pojemności 2,4 litra. Pod kątem wizualnym, przy podobnych wymiarach zewnętrznych, samochód zyskał bardziej kanciastą sylwetkę, którą nadal wyróżniało jednobryłowe nadwozie z silnikiem umieszczonym pod kabiną pasażerską. W porównaniu do pierwszej generacji, wyposażenie Nissana Vanette drugiej generacji było bogatsze.

### Largo
W 1989 roku gama wariantów wyposażeniowych Vanette drugiej generacji została poszerzona przez bogato wyposażoną, nastawioną na komfort odmianę o nazwie Nissan Largo. Samochód wyróżniał się m.in. dwubarwnym malowaniem nadwozia, bardziej zabudowanymi zderzakami, a także kabiną pasażerską o aranżacji dla 7 lub maksymalnie 8 pasażerów.

### Restylizacje
Na przestrzeni 10 lat produkcji, Nissan Vanette drugiej generacji wzorem poprzednika różnił się z przodu w zależności od odmiany osobowej lub dostawczej. Przy pierwszej modernizacji z 1989 roku pas przedni zyskał większe, kanciaste reflektory obejmujące szerokością cały pas przedni, ograniczając się do wariantu osobowego – odmiany dostawcze zachowały inny wygląd pasa przedniego.

### Sprzedaż
Podobnie jak poprzednik, Nissan Vanette drugiej generacji był samochodem o globalnym zasięgu rynkowym. W latach 1987–1990 samochód eksportowano do Stanów Zjednoczonych, gdzie z powodu dużej akcji przywoławczej i kłopotów jakościowych zdecydowano się przedwcześnie wycofać go ze sprzedaży. Na rynku australijskim Vanette oferowany był pod inną nazwą jako Nissan Nomad. W latach 1987–1992 japońska furgonetka była produkowana i sprzedawana w Korea Południowej pod marką Daewoo jako Daewoo Vanette.
Nissan Vanette drugiej generacji był w latach 90. produkowany także na licencji przez dwa, niepowiązane ze sobą chińskie przedsiębiorstwa. W Ningbo samochód w osobowym wariancie produkowano pod nazwą Sanxing SXZ6440, z kolei w Kantonie tę samą odmianę wytwarzała inna firma pod nazwą Yunbao YB6440.
Niezależnie od rynków globalnych, lokalna produkcja drugiej generacji Nissana Vanette II trwała po 1994 roku na Filipinach oraz w Malezji. W tym drugim kraju samochód przeszedł w pierwszej dekadzie XXI wieku dedykowaną restylizację pasa przedniego i pozostał w produkcji do 2012 roku, kiedy to zastąpiła go nowsza o 25 lat globalna konstrukcja – Nissan NV200.

### Silniki
- R4 1.2l
- R4 1.4l
- R4 1.5l
- R4 2.0l
- R4 2.4l

## Trzecia generacja

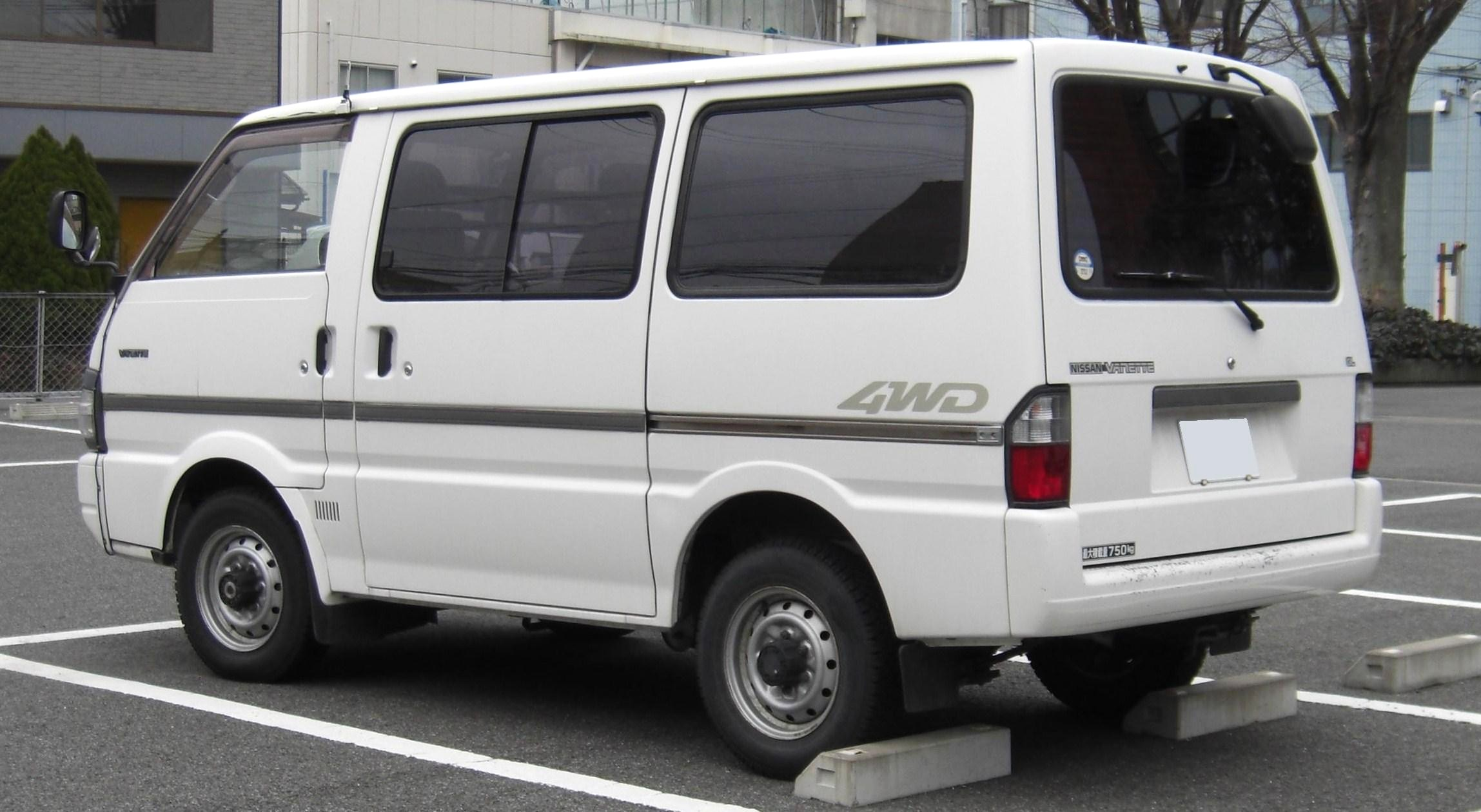
Nissan Vanette III – tył

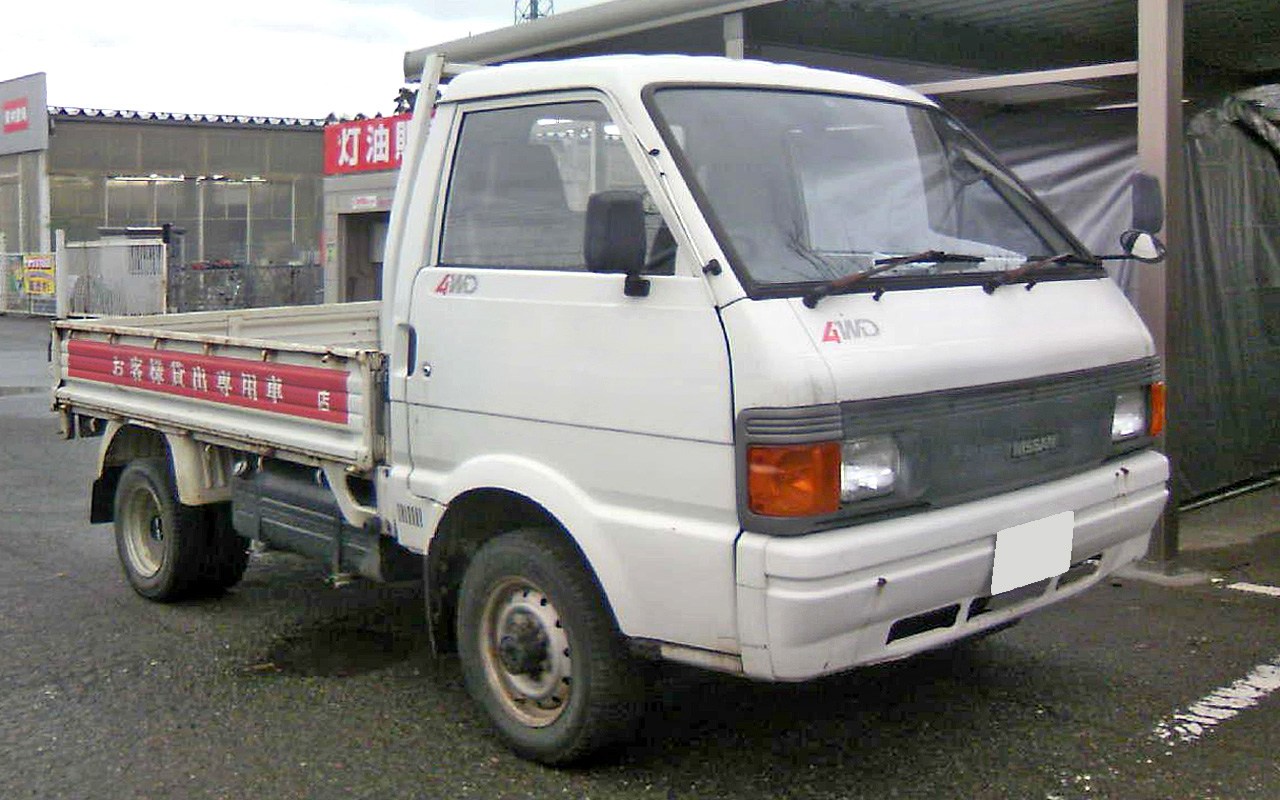
Nissan Vanette III Pickup

Nissan Vanette III został zaprezentowany po raz pierwszy w 1994 roku.
W czasie gdy europejskie Vanette stało się dostawczą pochodną modelu Serena, na wewnętrznym rynku japońskim Nissan zdecydował się zaoferować inny model pod tą nazwą. Nawiązano współpracę z Mazdą, zapożyczając z jej oferty nową generację dostawczego modelu Bongo. Vanette trzeciej generacji było odtąd bliźniaczym modelem tej konstrukcji, odróżniając się od niej jedynie innymi logotypami i oznaczeniami modelu.
Charakterystycznymi cechami tego modelu był kanciasty pas przedni z czarną, znajdującą się między nimi osłoną chłodnicy. Nadwozie zachowało charakterystyczną, jednobryłową koncepcję z silnikiem umieszczonym na przedniej osi, między fotelem kierowcy i pasażera pod kabiną pasażerską. Producent oferował możliwość opcjonalnej instalacji dla osób niepełnosprawnych.

### Sprzedaż
Nissan Vanette III w wersji na rynek japoński pozostał konstrukcją produkowaną i sprzedawaną tylko lokalnie. Na rynkach zagranicznych samochód znalazł się jedynie dzięki prywatnemu importowi samochodów typu tzw. JDM.

### Silniki
- R4 2.0L FE
- R4 1.8L F2
- R4 2.2L WL-T

### Wersja europejska

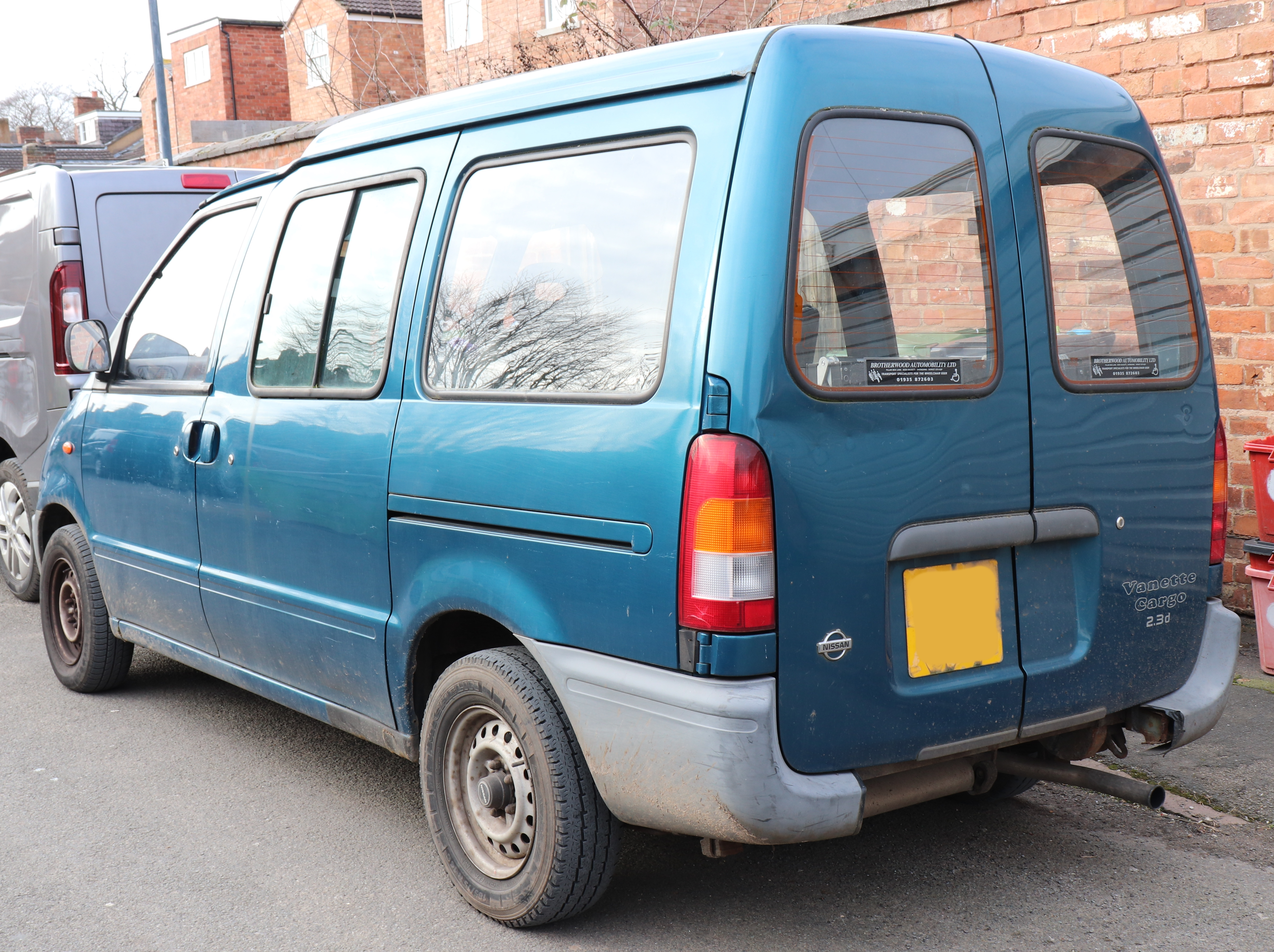
Nissan Vanette Cargo – tył

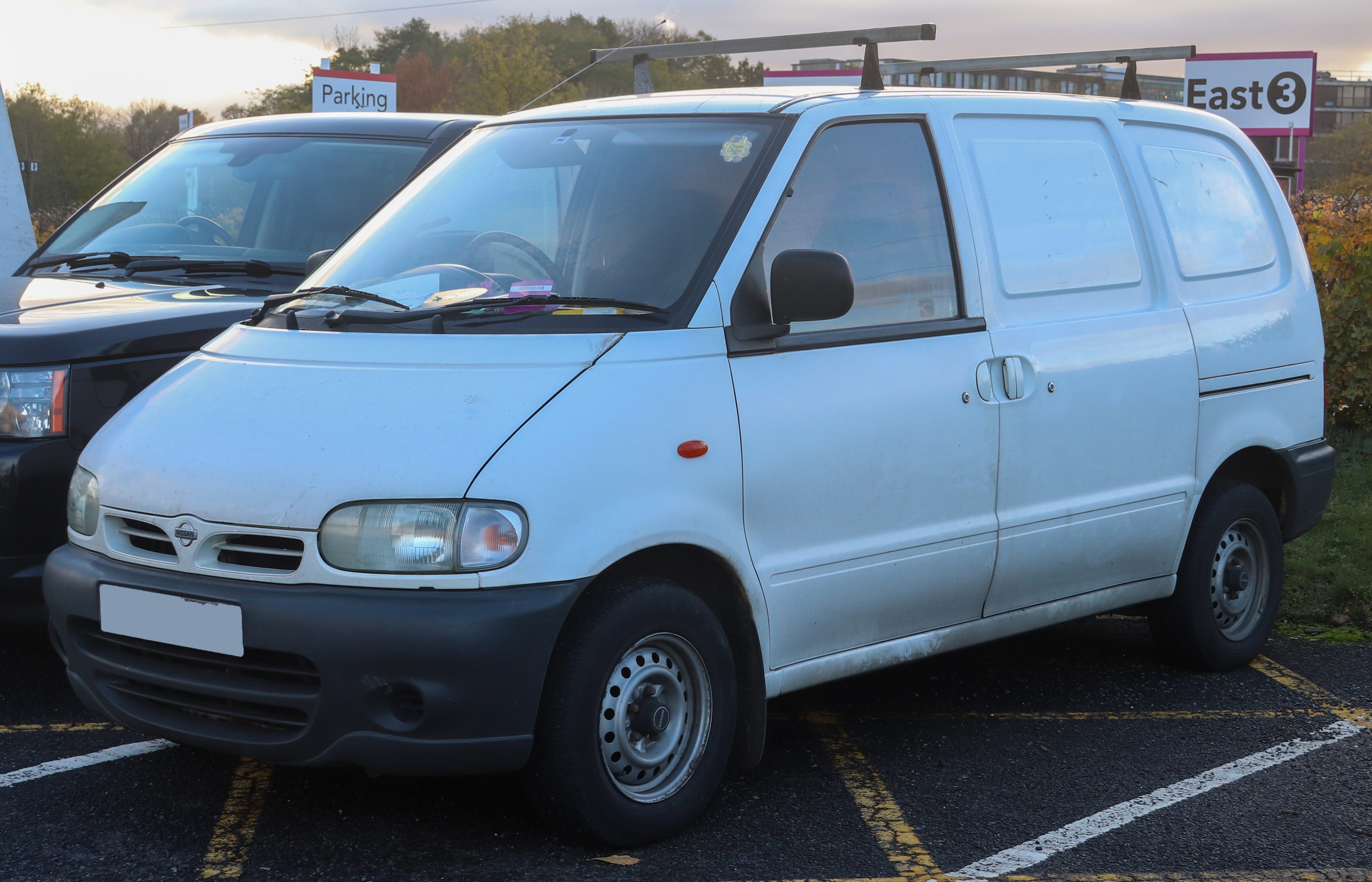
Nissan Vanette E

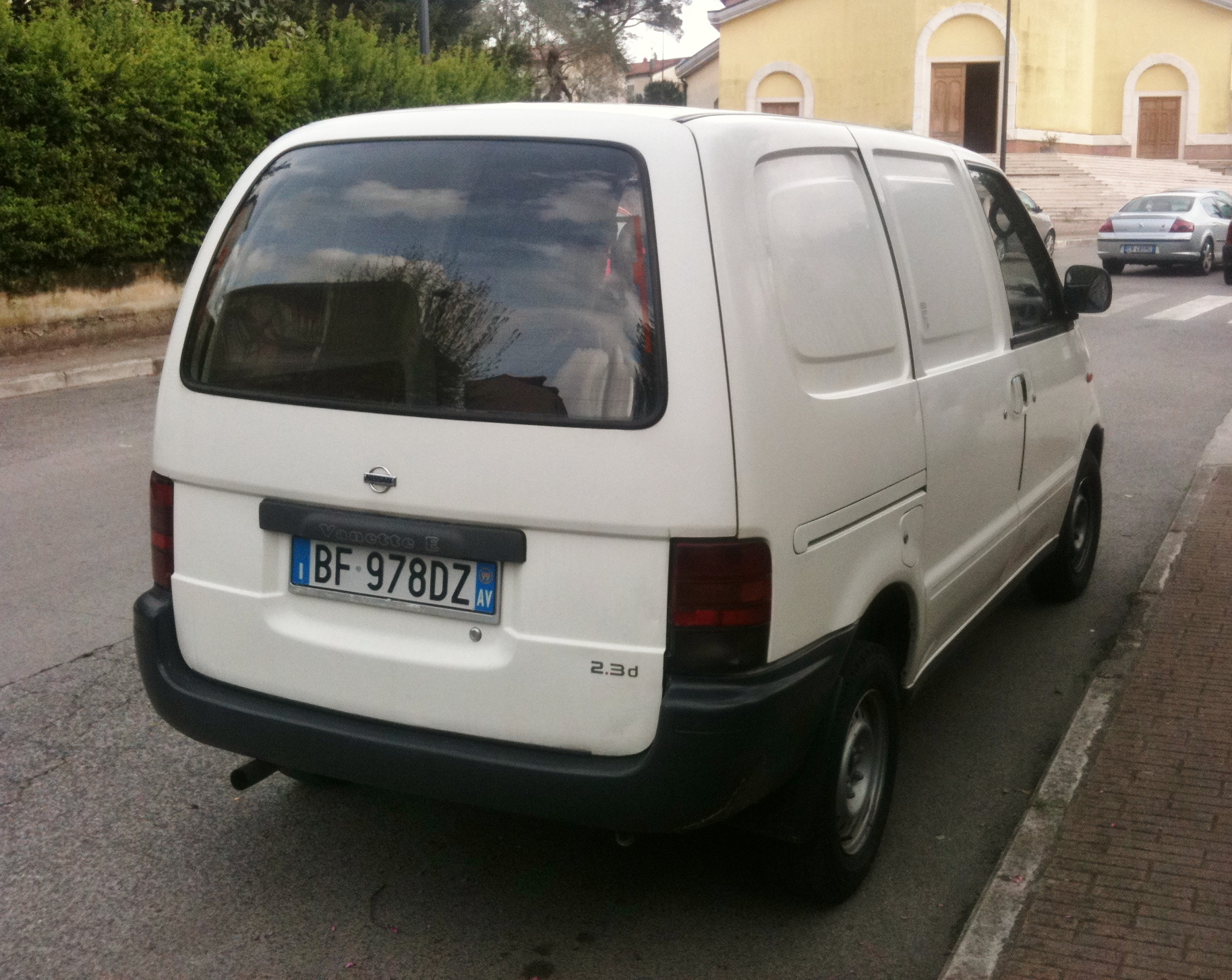
Nissan Vanette E – tył

Nissan Vanette III został zaprezentowany po raz pierwszy w 1994 roku.
W połowie lat 90. XX wieku Nissan zdecydował się zróżnicować swoją politykę modelową wobec modelu Vanette. Z myślą o rynku europejskim japoński producent zdecydował się zaadaptować tutejszą odmianę vana Serena, na jego bazie opracowując najpierw pozbawioną przeszklenia odmianę dostawczą o nazwie Nissan Vanette E. Charakteryzowała się ona spójną, obła karoserią z jednoczęściową klapą tylną.
W 1995 roku ofertę poszerzył większy i obszerniejszy model Nissan Vanette Cargo. Wyróżnił się on podwyższonym dachem, dłuższym nadwoziem, inną stylizacją tylnej części nadwozia, a także dwuczęściową klapą otwieraną na boki. Samochód dostępny był zarówno jako furgon, jak i van umożliwiający transport od 6 do 8 pasażerów w pełni przeszklonym przedziale transportowym.

### Sprzedaż
Produkcją rodziny modelowej Vanette E/Vanette Cargo zajmowały się hiszpańskie zakłady Nissana, Motor Ibérica w Barcelonie wyłącznie z myślą o rynku europejskim. Produkcja samochodów zakończyła się po niespełna dekadzie w 2001 roku, rezygnując z oferowania samodzielnych konstrukcji samochodów dostawczych tego rozmiaru w tym regionie. Zamiast tego, japońska firma dzięki sojuszowi z Renault zastąpiła Vanette modelem Primastar.

### Silniki
- R4 1.6l
- R4 2.0l
- R4 2.0l Turbo

## Czwarta generacja

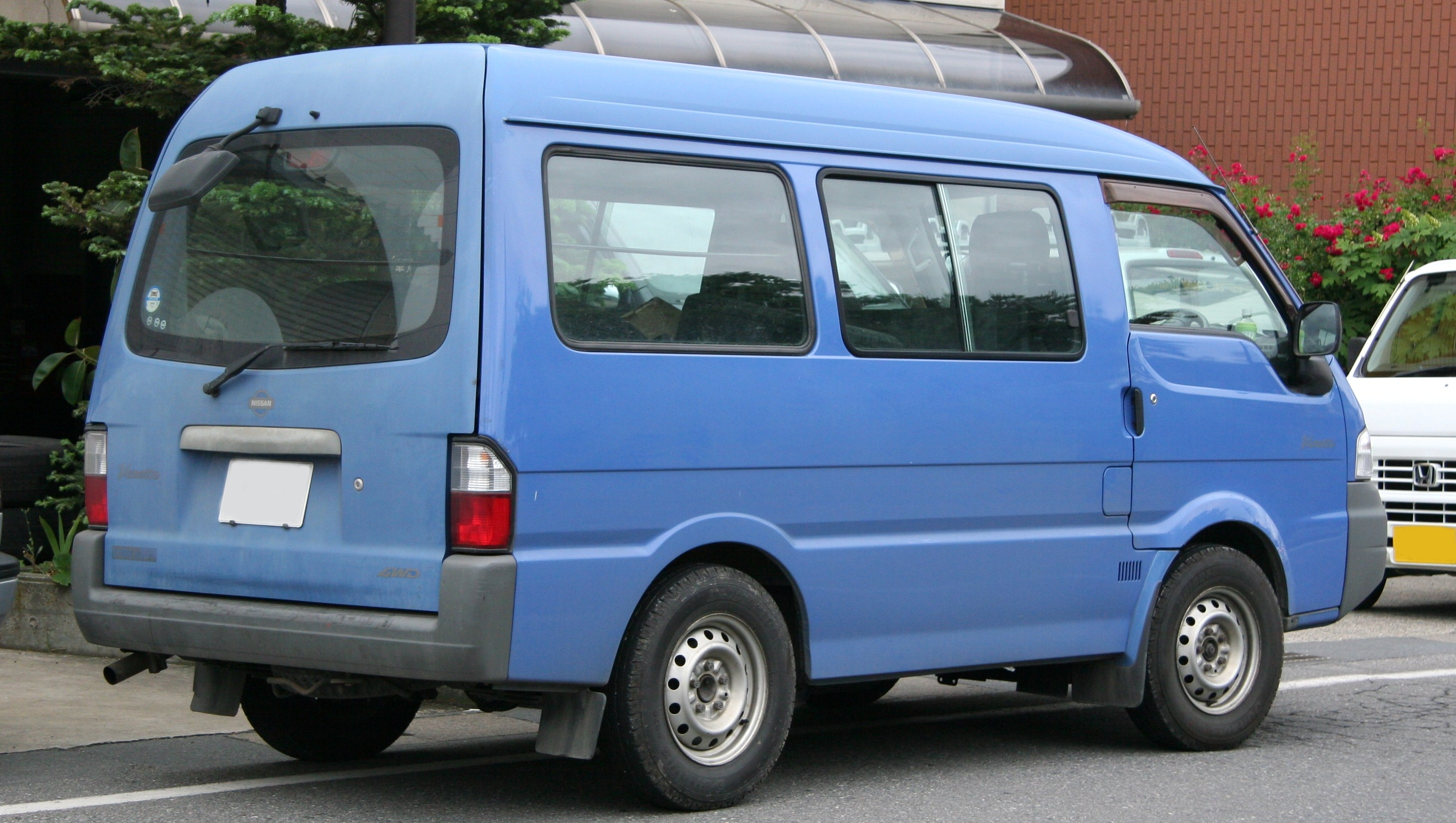
Nissan Vanette IV – tył

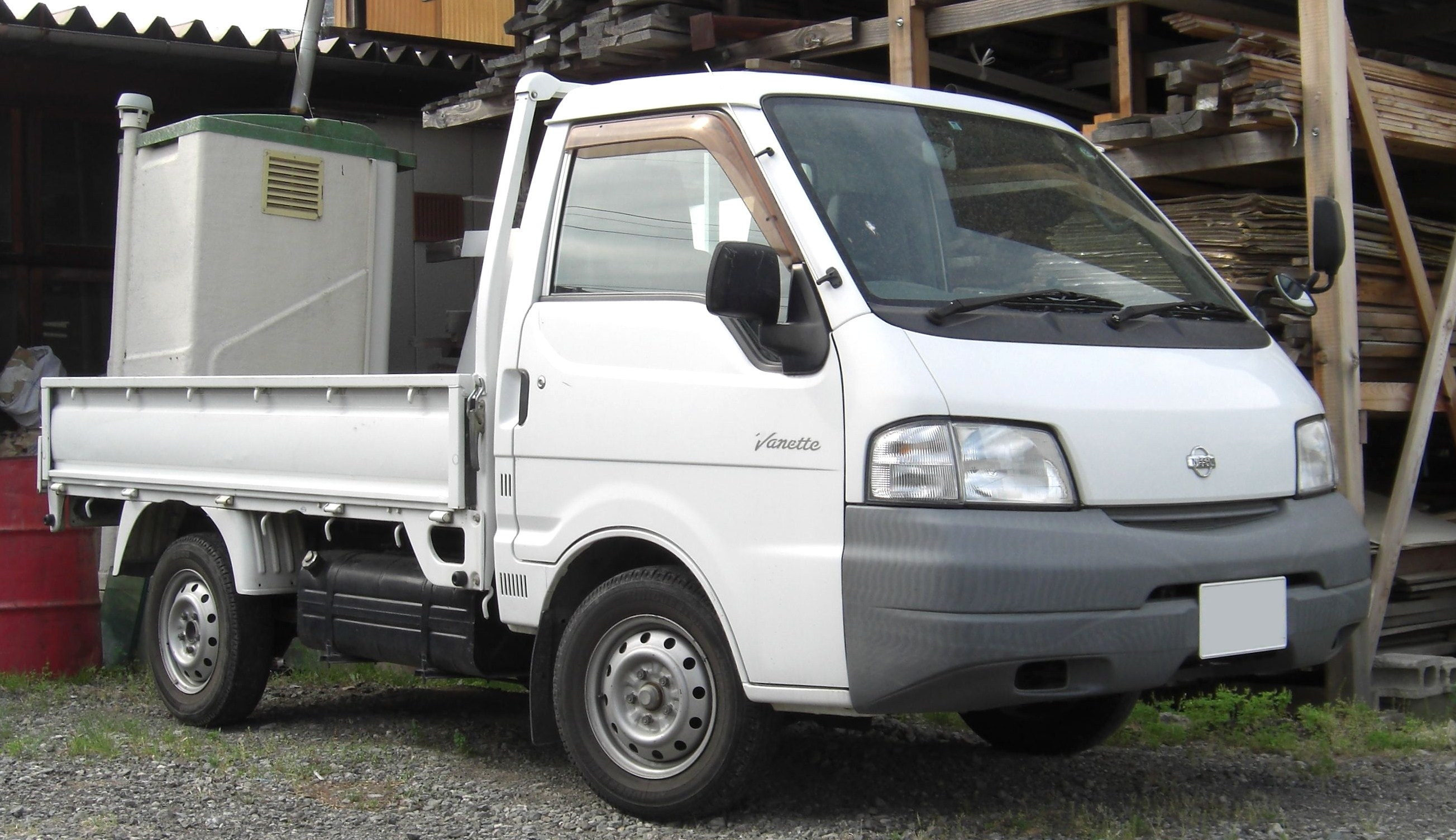
Nissan Vanette IV Pickup

Nissan Vanette IV został zaprezentowany po raz pierwszy w 1999 roku.
Czwarta i zarazem ostatnia generacja Nissana Vanette pozostała już jedynie konstrukcją lokalną. Samochód ponownie był wynikiem ścisłej współpracy z Mazdą, zyskując ponadto jeszcze jedną bliźniaczą konstrukcję od Mitsubishi. Czwarta generacja Vanette była de facto jedynie głęboko zmodernizowanym poprzednikiem – samochód zyskał inny wygląd pasa przedniego, przeprojektowane wkłady tylnych lamp oraz inaczej ukształtowane szyby.
Podobnie jak poprzednicy, Nissan Vanette IV oferowany był zarówno jako osobowy minibus oferujący trzy rzędy siedzeń, jak i odmiana dostawcza dostępna zarówno jako furgon, jak i pickup. Gamę jednostek napędowych utworzyły silniki wysokoprężne, a do wyboru były zarówno przekładnie manualne, jak i automatyczne.

### Sprzedaż
Nissan Vanette czwartej generacji pozostał konstrukcją oferowaną wyłącznie na lokalnym rynku japoński, nieznaną już w żadnym innym regionie. Samochód oferowany był nieprzerwanie przez 17 lat, w drugiej dekadzie XXI wieku będąc oferowanym równolegle z następcą, który ostatecznie wyparł Vanette z oferty w 2016 roku – model Nissan NV200.

### Silniki
- R4 2.0L FE
- R4 1.8L F2
- R4 2.2L WL-T